# 崔弘道
崔弘道（?—?），出自清河崔氏定著六房之一的清河青州房，是北魏冀州司马、武城子崔思韶的曾孙，崔子治的儿子，在唐朝官拜徐州都督府司马、濟州（今山東東阿）刺史。大女儿是唐太宗的崔才人。